# Дмитрий Святославич (князь новгород-северский)
Дмитрий Святославич — князь новгород-северский XIII века, упомянут на поз.63 Любецкого синодика без указания отчества.
Иногда считается сыном Мстислава Давыдовича, но поскольку во Введенском синодике есть уточнение Дмитрия, Святославля, то был скорее всего сыном Святослава Давыдовича.
Был последним известным новгород-северским князем из Рюриковичей перед захватом Северщины Ольгердом в 1356 году.
Жену Дмитрия звали Мария, происхождение неизвестно. Историки считают сыном Дмитрия князя Ивана Дмитриевича переяславского, возможно, брата упомянутого в битве на Ирпени Олега переяславского. Появление северских князей в Киевском княжестве в начале XIV века связывают с вокняжением в Киеве представителей путивльской линии Ольговичей, в то время как Дмитрия северского историки выводят из старшей.

## См.также
- Новгород-северские князья после 1198 года
- Дмитрий (князь брянский)